# Krîvovilka, Teofipol
Krîvovilka (în ucraineană Кривовілька) este un sat în comuna Novostavți din raionul Teofipol, regiunea Hmelnîțkîi, Ucraina.

## Demografie
Componența lingvistică a localității Krîvovilka
     Ucraineană (98,63%)
     Rusă (1,37%)
Conform recensământului din 2001, majoritatea populației localității Krîvovilka era vorbitoare de ucraineană (98,63%), existând în minoritate și vorbitori de rusă (1,37%).